# Gare de Lammersdorf
La gare de Lammersdorf est une ancienne gare ferroviaire belgo-allemande de la ligne 48, de Stolberg à Saint-Vith desservant la commune de Simmerath, dans la région urbaine d'Aix-la-Chapelle en Rhénanie-du-Nord-Westphalie. Comme toutes les gares de l'ex-Vennbahn, elle est en territoire belge.

## Situation ferroviaire
La gare de Lammersdorf se trouvait au point kilométrique (PK) 36,6 de la ligne 48, de Stolberg (frontière allemande) à Saint-Vith entre la halte de Roetgen-Süd et la gare de Konzen.

## Histoire
Les Chemins de fer d'État de la Prusse inaugurent le 30 juin 1885 la section d'Aix-la-Chapelle à Monschau qui doit constituer le premier maillon de la Vennbahn desservant plusieurs localités de l'Eifel et se prolongeant vers le Luxembourg. La ligne est terminée sur toute sa longueur en 1889. Il faut attendre 1905 pour qu'un bâtiment en dur ne remplace la construction provisoire jouant le rôle de gare à Lammersdorf.
Après la Première Guerre mondiale, les cantons de l'Est sont rattachés à la Belgique et la Vennbahn est confiée à l’État belge avec une continuité sur les nombreuses sections en territoire allemand comme à Roetgen. Après la Deuxième Guerre, les frontières sont reconstituées telles quelles et un petit bâtiment remplace celui des Chemins de fer prussiens, détruit au cours des combats.
Cette section de ligne ne voit plus passer que des trains de marchandises ; des trains de cabotage desservant plusieurs clients à Lammersdorf jusqu'en 1989. À partir de 1990, l'association Vennbahn reprend l'exploitation avec des trains touristiques s'arrêtant à Lammersdorf. L'association fait faillite en 2002 et les rails en mauvais état sont arrachés par après ; un chemin RAVeL a été créé à la place.

## Patrimoine ferroviaire
Le dernier bâtiment de la gare a été rasé en 2013[réf. souhaitée]. Un abri métallique en forme de wagon destiné aux cyclistes et piétons l'a remplacé.
L'aspect précis du bâtiment provisoire est méconnu. Il avait été remplacé par une vaste gare de style local en 1905.